# Johannes Trienes
Johannes Trienes (* 30. August 1917; † 22. Juli 2000) war ein deutscher Ministerialbeamter und Manager.

## Werdegang
Der promovierte Ingenieur war unter Hans Apel Ministerialdirektor im Bundesministerium der Verteidigung und dort Leiter der Abteilung Rüstungstechnik.
1980 wechselte er in Verwaltungsrat der US-amerikanischen Firma Borg Instruments, die mehrheitlich im Besitz des deutschen Rüstungskonzerns Diehl war. Der Wechsel war Vorgang einer Prüfung, ob Trienes während seiner Tätigkeit im Ministerium an Beschaffungsentscheidungen zugunsten der Firmengruppe Diehl beteiligt war. Als Mitarbeiter von Diehl trieb er unter anderem die Verbindung von MBB und Diehl in der Raketen Technik Gesellschaft voran.

## Ehrungen
- 1976: Verdienstkreuz 1. Klasse der Bundesrepublik Deutschland[1]
- 1980: Großes Verdienstkreuz der Bundesrepublik Deutschland[1]